# Ministry of Transport (Neuseeland)
Ministry of Transport (Māori: Te Manatū Waka) ist ein Ministerium in Neuseeland, das für die Planung, den Bau, die Unterhaltung, die Organisation und der Sicherheit der gesamten Verkehrsinfrastruktur auf dem Land, im Wasser und in der Luft verantwortlich zeichnet.

## Geschichte
Das Ministerium wurde 1968 durch den Zusammenschluss des Transport Department und des Civil Aviation Service (Zivilluftfahrt) und mit einer Mitarbeiterstärke von rund 2800 Mitarbeitern gegründet. Anfang der 1970er hatte das Ministerium bereits die Verantwortung über den gesamten Transportverkehr des Landes, inklusive des Marine Department und des Meteorological Service und beschäftigte mehr als 4500 Mitarbeiter.
In den 1980ern wurde das Ministerium in die verschiedenen Geschäftsbereiche:
- Land Transport, welcher den Traffic Safety Service (Verkehrssicherheitsbereich) beinhaltete,
- Meteorological Service,
- Air Transport,
- Maritime Transport und
- Roading Division, welche vom Ministry of Works kam,

unterteilt.
Als 1990 die National Party die Regierungsmacht übernahm, wurde das Ministerium mit seinen verschiedenen Geschäftsbereichen in State-Owned Enterprises (SOEs) und Crown Entities aufgeteilt oder in Teilbereichen privatisiert. 1992 wurde die Air Transport Division unter dem Namen Civil Aviation Authority eine Crown Entity und 1993 die Maritime Transport Division unter dem Namen Maritime Safety Authority eine Crown Entity. Der Land Transport Division erging es nicht anders und nannte sich noch im selben Jahr, ebenfalls umgewandelt in eine Crown Entity, Land Transport Safety Authority.
Kurz nachdem 1999 die Labour Party in die Regierungsverantwortung gekommen war, bestand das Ministerium, welches einst mehr als 4500 Mitarbeiter zu beschäftigen hatte, nur noch aus 60 Angestellten. Doch auch Labour arbeitete an einer neuen Strategie für eine neue Verkehrsinfrastruktur und deren Verwaltung. Im Dezember 2002 präsentiert, dauerte es noch bis 2004, bis aus verschiedenen Departments als Beispiel die Land Transport New Zealand entstand. Weitere Umstrukturierungen folgten.
Das Konzept, das Neuseeland über die Jahre verfolgte, bestand in der Reduzierung des Verwaltungsapparats des Ministeriums, hin zu auf Weisung des Ministers, aber eigenverantwortlich arbeitenden Profitorganisationen.

## Struktur der heutigen Geschäftsbereiche
Zur Bewältigung der zahlreichen Aufgaben sind dem Ministerium folgende Firmen für die Geschäftsbereiche:
- Luft – Civil Aviation Authority of New Zealand (CAA) – (Māori: Te Mana Rererangi Tūmatanui o Aotearoa)
- Wasser – Maritime New Zealand – (Māori: Nō te rere moana Aotearoa)
- Land – NZ Transport Agency (NZTA) – (Māori: Waka Kotahi)
- Unglücksfälle – Transport Accident Investigation Commission (TAIC) – (Māori: Te Komihana Tirotiro Aitua Waka)

direkt unterstellt.